# Албрехт-Ойген фон Вюртемберг
Албрехт-Ойген херцог фон Вюртемберг (на немски: Albrecht Eugen Maria Philipp Carl Joseph Fortunatus Herzog von Württemberg; * 8 януари 1895, Щутгарт; † 24 юни 1954, Швебиш Гмюнд) е принц от Вюртемберг и германски офицер. Той е зет на българския цар Фердинанд I.

## Биография
Албрехт-Ойген е вторият син на херцог Албрехт фон Вюртемберг (1865 – 1939) и ерцхерцогиня Маргарета София (1870 – 1902), дъщеря на ерцхерцог Карл Лудвиг Австрийски. По-големият му брат Филип II Албрехт наследява баща им като глава на Вюртембергите.
Албрехт-Ойген служи през първата и втората световна война. На 24 януари 1924 г. се жени в Бад Мергентхайм за българската княгиня Надежда Клементина Мария Пия Мажела Българска (* 30 януари 1899, София; † 15 февруари 1958, Щутгарт), дъщеря на българския цар Фердинанд I и на принцеса Мария-Луиза Бурбон-Пармска. От 1929 до 1930 г. двойката живее в двореца Линдах, днес в Швебиш Гмюнд.

## Деца
Албрехт-Ойген и Надежда Клементина имат трима сина и две дъщери:
- Фердинанд Ойген (3 април 1925 – 3 ноември 2020)
- Маргарета Луиза (25 ноември 1928 – 10 юни 2017), омъжена през 1970 г. за Франсоа Лук де Шевини (* 1928)
- Ойген Еберхард (* 2 ноември 1930), женен през 1962 г. за ерцхерцогиня Александра Австрийска (* 1935), дъщеря на принцеса Иляна Румънска
- Александер Ойген (* 5 март 1933)
- София (* 16 януари 1937), омъжена през 1969 г. за Антонио Мануел Роксо де Рамос-Бандейра (1937 – 1987).